# Nashville Skyline
Nashville Skyline je deváté studiové album amerického písničkáře Boba Dylana, vydané v roce 1969 u Columbia Records. Album produkoval Bob Johnston.

## Seznam skladeb
Všechny skladby napsal(i) Bob Dylan. 
| Strana 1 | Strana 1                                    | Strana 1 |
| Pořadí   | Název                                       | Délka    |
| -------- | ------------------------------------------- | -------- |
| 1.       | Girl from the North Country (& Johnny Cash) | 3:41     |
| 2.       | Nashville Skyline Rag                       | 3:12     |
| 3.       | To Be Alone with You                        | 2:07     |
| 4.       | I Threw It All Away                         | 2:23     |
| 5.       | Peggy Day                                   | 2:01     |

| Strana 2       | Strana 2                              | Strana 2 |
| Pořadí         | Název                                 | Délka    |
| -------------- | ------------------------------------- | -------- |
| 1.             | Lay Lady Lay                          | 3:18     |
| 2.             | One More Night                        | 2:23     |
| 3.             | Tell Me That It Isn't True            | 2:41     |
| 4.             | Country Pie                           | 1:37     |
| 5.             | Tonight I'll Be Staying Here with You | 3:23     |
| Celková délka: | Celková délka:                        | 27:14    |

## Sestava
- Bob Dylan – kytara, harmonika, klávesy, zpěv
- Johnny Cash – zpěv
- Pete Drake – pedálová steel kytara
- Fred Carter, Jr. - kytara
- Kenneth A. Buttrey – bicí
- Charlie Daniels – baskytara, kytara
- Bob Wilson – varhany, piáno
- Charlie McCoy – kytara, harmonika
- Norman Blake – Gkytara, dobro
- Marshall Grant – baskytara
- Bob Wootton – elektrická kytara
- W.S. Holland – bicí